# Bourbonnais (locomotive)
Pour les articles homonymes, voir Bourbonnais.
Les locomotives Bourbonnais sont un type de locomotive à vapeur dont les essieux ont la configuration suivante :
- 3 essieux moteurs ;
- Cylindres extérieurs ;
- Tender séparé.

Ce type de machine est dénommé à partir de locomotives de ligne développées pour le Syndicat du Bourbonnais, d'un type qui s'est largement répandu ensuite en France et à l'étranger.
Les autres types de locomotives de disposition 030 sont :
- Les Mammouth (030 à cylindres intérieurs et tender séparé) ;
- Les Boer (030T à cylindres intérieurs ou extérieurs).

## Codifications
Ce qui s'écrit :
- 0-6-0 en codification Whyte ;
- 030 en codification européenne ;
- C en codification allemande et italienne ;
- 33 en codification turque ;
- 3/3 en codification suisse.

## Utilisation
Cette configuration était courante sur les locomotives de ligne des débuts du chemin de fer en particulier pour le parcours des lignes de montagne. Plus tard cette configuration fut réservée aux machines de manœuvre (mais plus souvent appelées Boër) et les machines de ligne les plus anciennes de ce type ont également terminé leur carrière pour cet usage, dépassant fréquemment un siècle de service.
Le type Bourbonnais se caractérise par trois essieux moteurs, des cylindres extérieurs et une distribution intérieure. Le type Mammouth est à configuration d'essieux identique, mais avec une distribution intérieure et des cylindres également intérieurs au châssis.

## Machines des réseaux français
Compagnie des chemins de fer de jonction du Rhône à la Loire, Compagnie du chemin de fer Grand-Central de France et Compagnie des chemins de fer de Paris à Lyon et à la Méditerranée :
- 030 PLM 1401 à 1510 de 1854 à 1857
- 030 PLM 1513 à 2457 de 1857 à 1875

Compagnie des chemins de fer du Nord :
- 030 T Nord 3.931 à 3.996 de 1860 à 1872

Compagnie des chemins de fer de l'Ouest :
- 030 T Ouest 1011 à 1114 de 1861 à 1885

Réseau de l'AL :
- G1 AL 1001 à 1039 de 1870 à 1872
- G2 EL 1040 à 1100 et 1251 à 1291 de 1870 à 1874
- G3 EL 1215 à 1248 de 1882 à 1892
- G4 et G4.1 EL 3801 à 3893 de 1895 à 1904, future : 1-030 C 810 pour la survivante

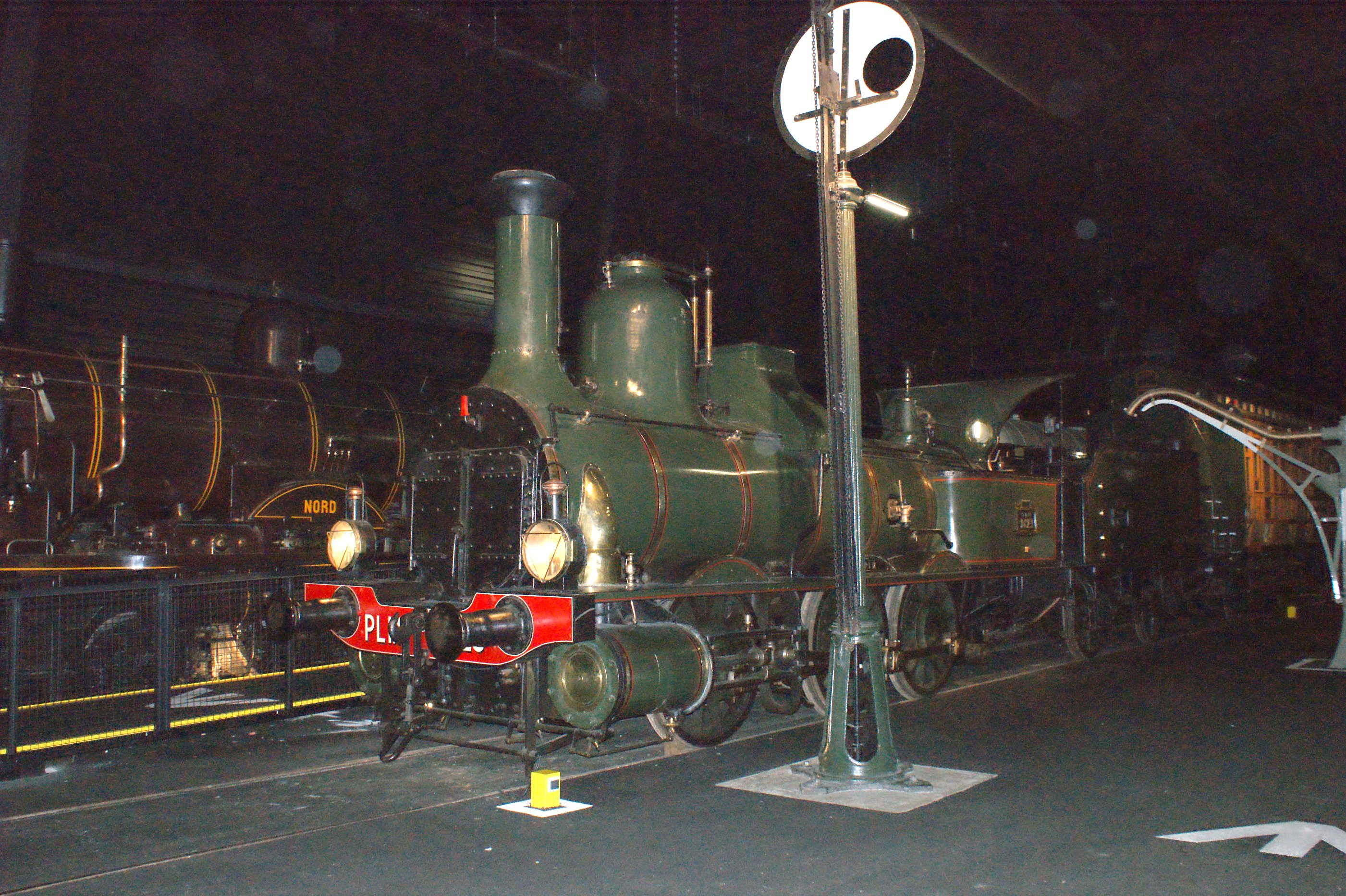
030 n°1423 de 1854 du PLM restaurée en état d'origine et conservée à la Cité du train à Mulhouse
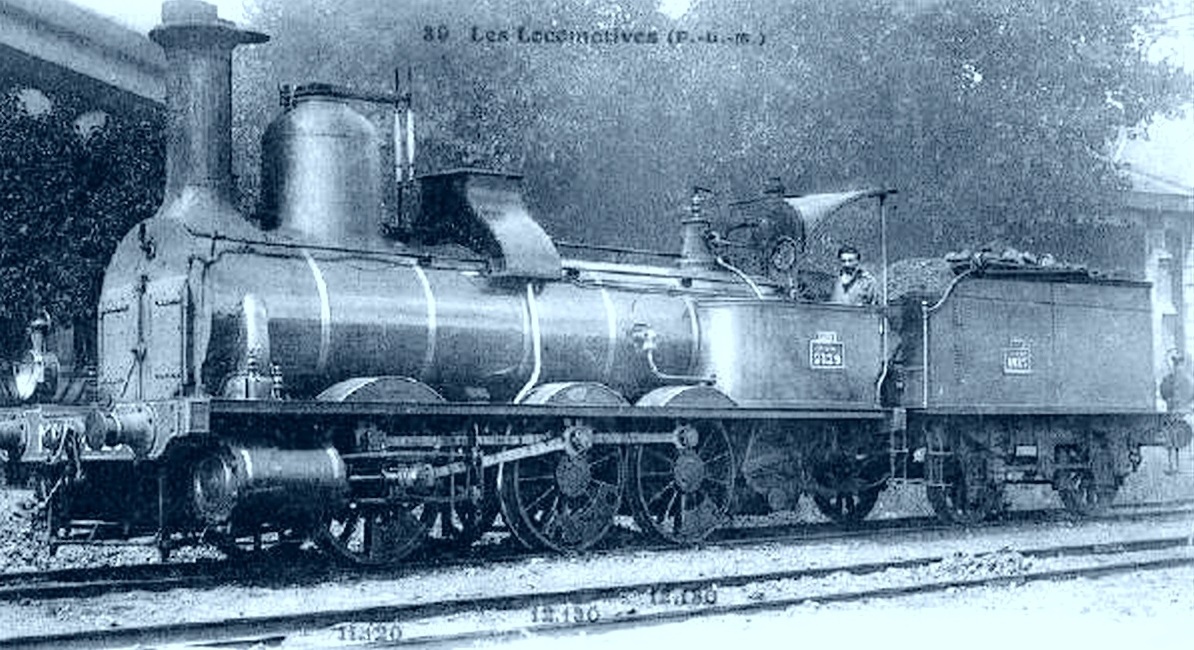
Locomotive Bourbonnais de la série 1513 à 2457 du PLM vers 1860 (détail d'une carte postale ancienne)
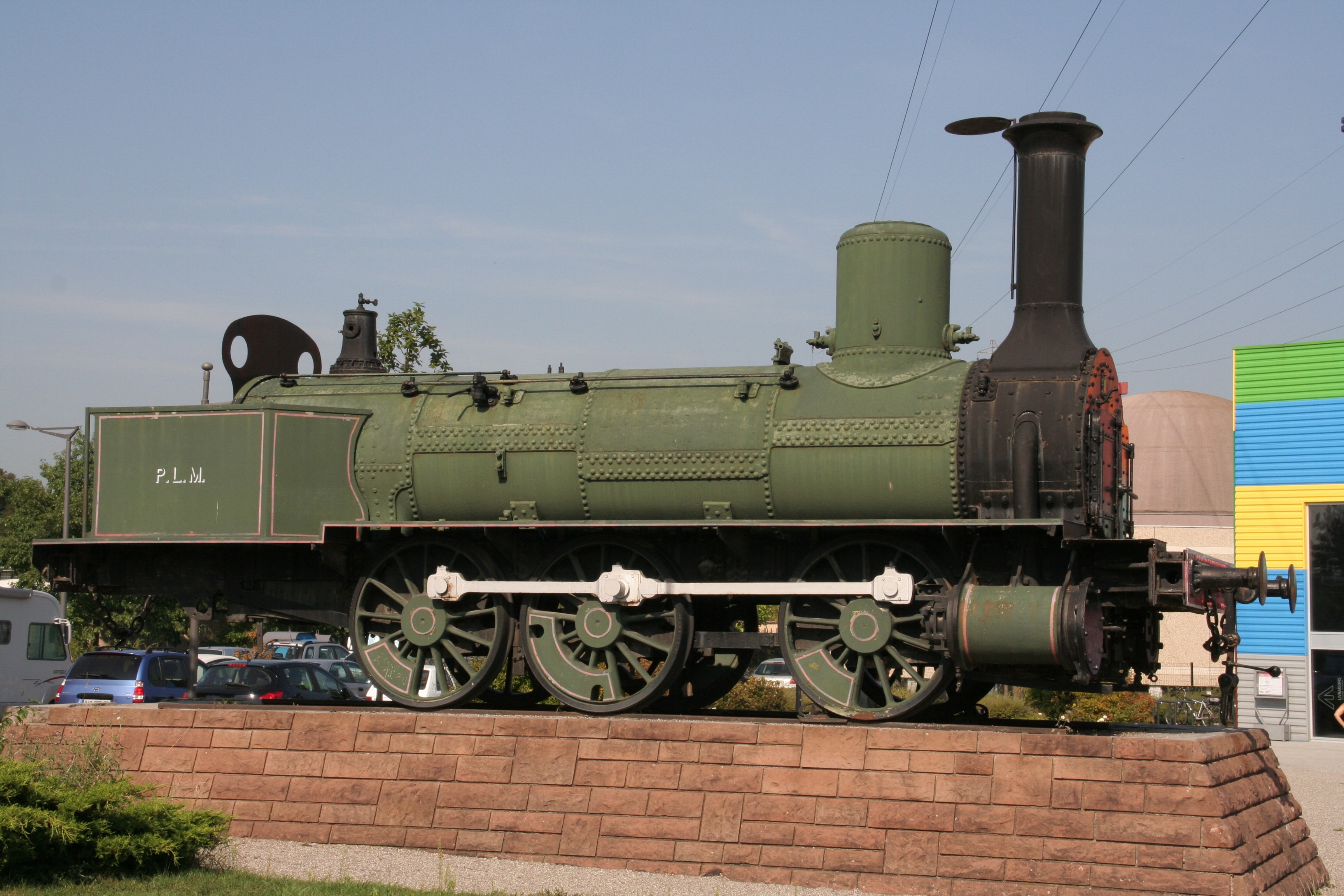
Locomotive Bourbonnais de 1860 du PLM restaurée dans un état plus ou moins d'origine et conservée à la Cité du train à Mulhouse
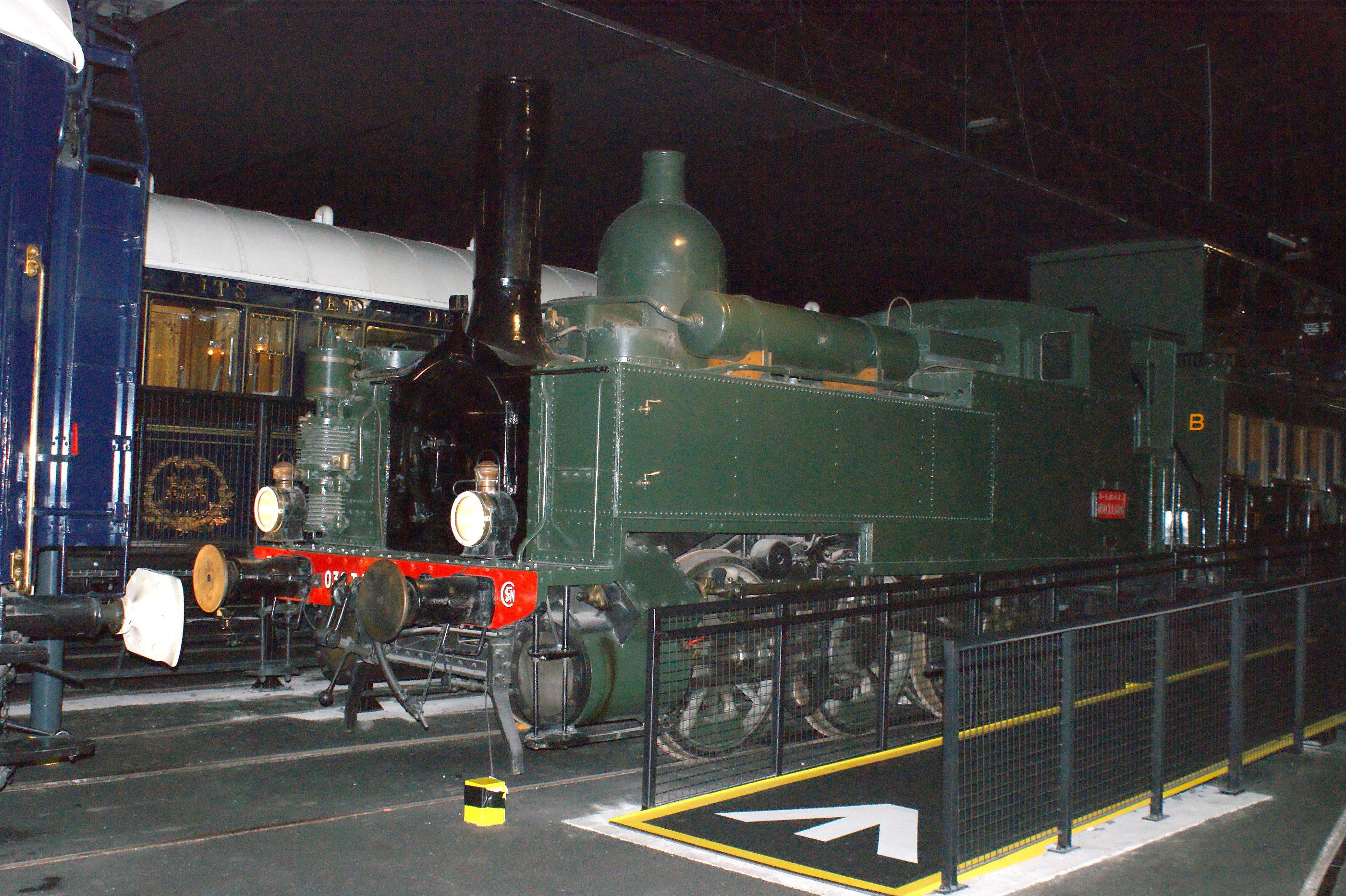
030 n°1038 de 1870 de la Compagnie de l'Ouest restaurée en état d'origine et conservée à la Cité du train à Mulhouse

## Machines de type Bourbonnais des réseaux étrangers
Les locomotives de type Bourbonnais ont été fabriqués pour divers réseaux en Algérie, Autriche (Classe 23 (en)), Espagne, Italie, Portugal, Russie, Suisse, etc.

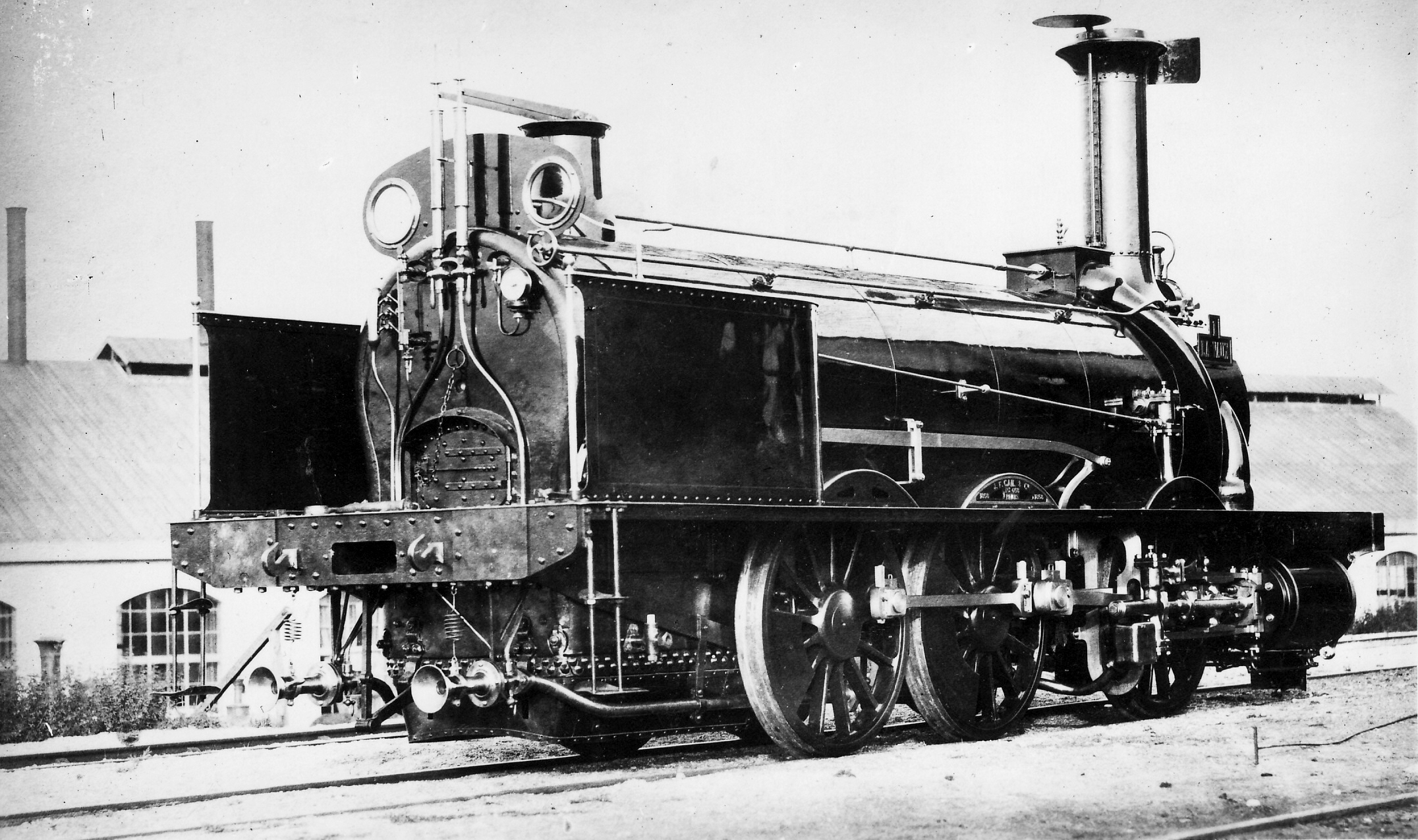
Locomotive Bourbonnais, état d’origine, construite par J. F. Cail & Cie en 1858 pour la compagnie des Chemins de fer de l'ouest suisse portant le n° 1 "Le Vaux" d'une série de cinq locomotives[1].
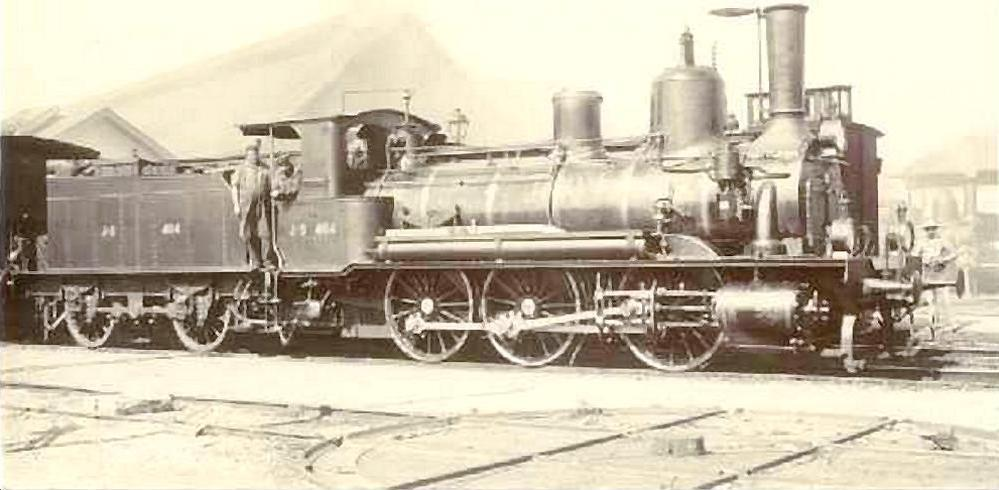
B3T N°424 du Chemin de fer Jura-Simplon, livrée en 1875 par Koechlin à la Compagnie du chemin de fer de Berne à Lucerne (de).
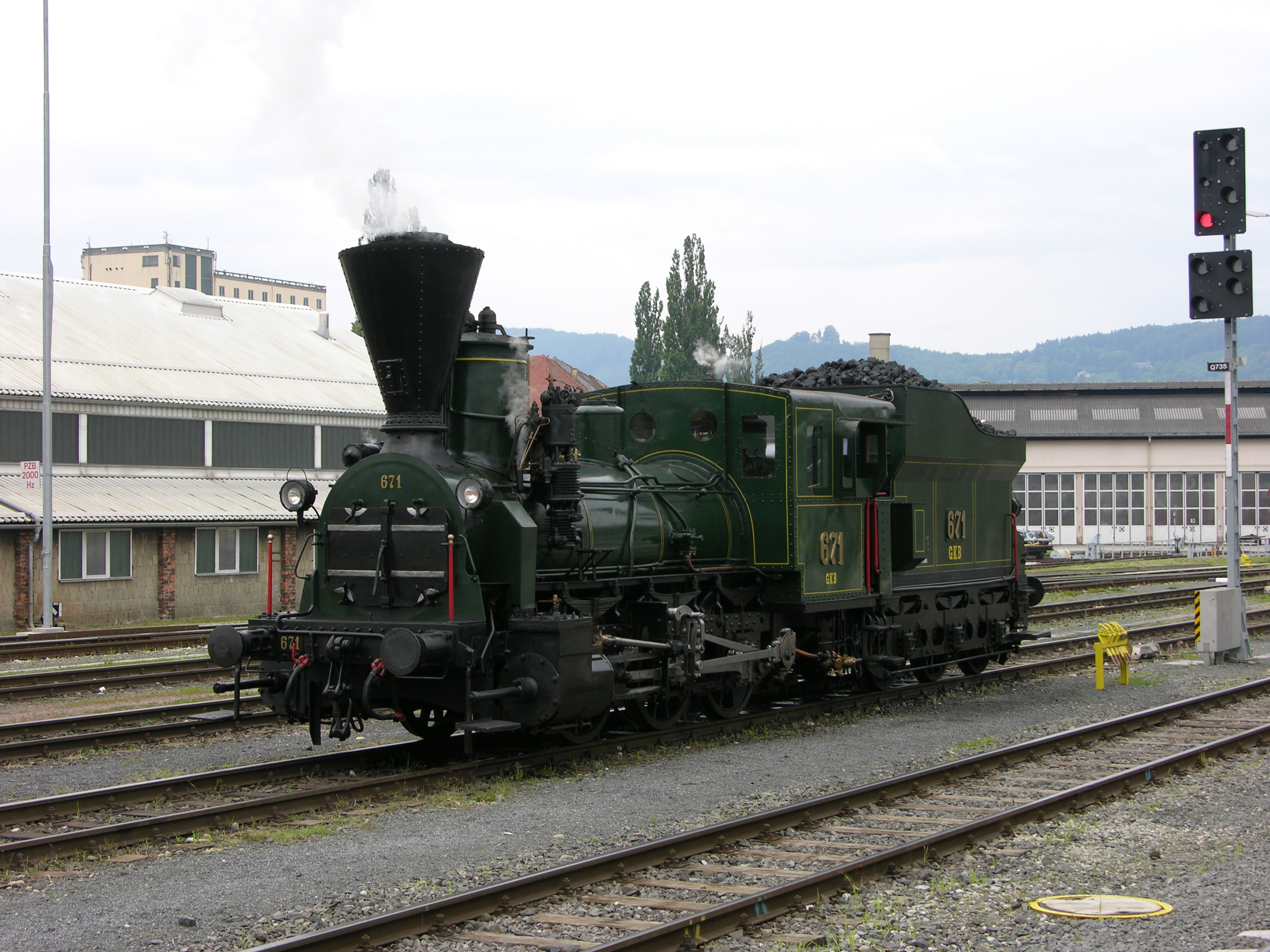
La locomotive Südbahn Classe 23 N°671, en service à la GKB (de), vue ici en 2008. Livrée en 1860, c'est la plus ancienne locomotive encore en service au monde.
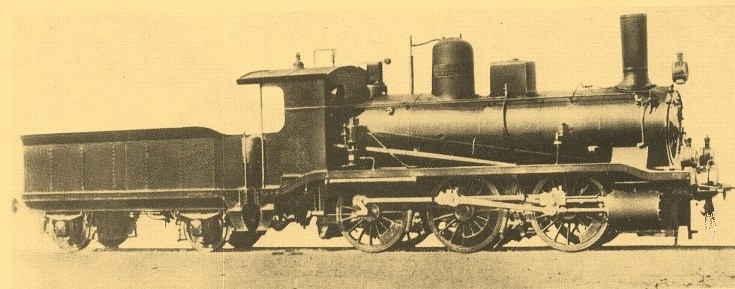
Locomotive 3631 de la  Rete Adriatica. Ces locomotives seront ensuite renumérotées sous la désignation Gruppo 215 par les FS.